# Promenade Prince of Wales (Ottawa)
Pour les articles homonymes, voir Prince de Galles (homonymie), Prince et Wales.
La promenade Prince of Wales ( route Ottawa n° 73 ) est une route desservant Ottawa, en Ontario. La section nord est une rue à faible vitesse qui longe la rive ouest de la rivière Rideau, tandis que les portions sud de la route constituaient autrefois l'autoroute 16 (déclassée après la construction de l'autoroute 416).
La promenade Prince of Wales est la continuation de la promenade de la Reine-Elizabeth au-delà de la rue Preston. Elle fait le tour du lac Dow et traverse la ferme expérimentale centrale avant d'atteindre un rond-point. La limite de vitesse est de 50 km/h (31 mi/h) jusqu'à l'avenue Fisher, où elle augmente à 60 km/h (37 mi/h) . Il y a une intersection majeure avec le chemin Hunt Club (en), où plusieurs navetteurs du sud de Nepean utilisent le pont pour traverser la rivière Rideau.
La promenade Prince of Wales suit la rivière Rideau en passant par Barrhaven et Manotick. Au sud de l'intersection avec le chemin Jockvale, la route s'éloigne de la rivière et se dirige vers le sud-ouest en direction de North Gower, où elle se termine à Fourth Line Road.
Avant la construction de l'autoroute 416, le tronçon de l'autoroute 16 qui comprenait Prince of Wales continuait vers le sud jusqu'à la frontière canado-américaine dans le comté de Saint Lawrence, dans l'État de New York.

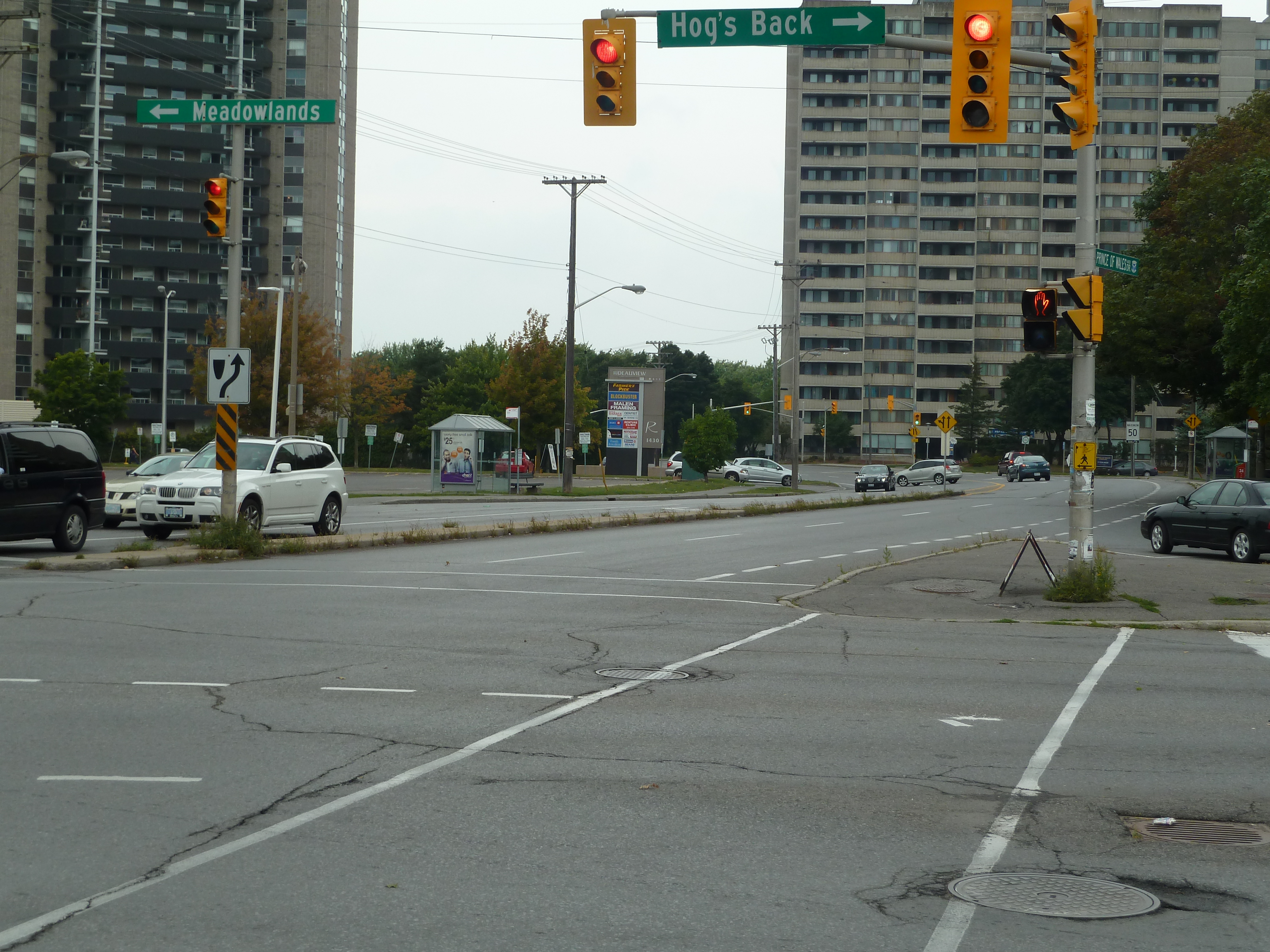
Promenade Prince of Wales au niveau du chemin Hog's Back et de la promenade Meadowlands

En mai 2007, la Ville a approuvé le début d'une étude d'évaluation environnementale concernant l'élargissement futur de la route de l'avenue Fisher à l'avenue Woodroffe de deux à quatre voies en prévision d'une future expansion à Barrhaven, Manotick et Riverside Sud. Un plan a été recommandé le 26 avril 2011 par le Comité des transports au Conseil municipal de la ville d'Ottawa.

## Intersections principales
- Rue Preston
- Chemin Baseline et chemin Heron
- Promenade Meadowlands et chemin Hog's Back
- Chemin Hunt Club
- Chemin Fallowfield
- Chemin Merivale
- Promenade Strandherd
- Promenade Longfields
- Chemin Bankfield
- Chemin Fourth Line